# Viktor Dedov
Viktor Dedov (? - Mariúpol, 11 de març de 2022) va ser un periodista camarògraf que va morir durant la invasió russa d'Ucraïna del 2022.
Va treballar com a operador sènior a la televisió de Mariupol TV7. Més tard el va contractar la cadena de televisió privada Sigma-TV de Mariupol.
Va morir l'11 de març del 2022 a conseqüència del bombardeig de l'edifici d'apartaments on vivia amb la seva família, en el context de la invasió russa d'Ucraïna del 2022. Tant la seva parella, la també periodista Natalia Denova, amb qui es va casar el 2000, com la seva filla, van sobreviure malgrat les ferides. Denova va explicar que un projectil havia impactat contra el dormitori i un segon a la cuina. L'estat amb què va quedar l'edifici va impedir trobar el cadàver i poder-lo enterrar.